# Autospotter

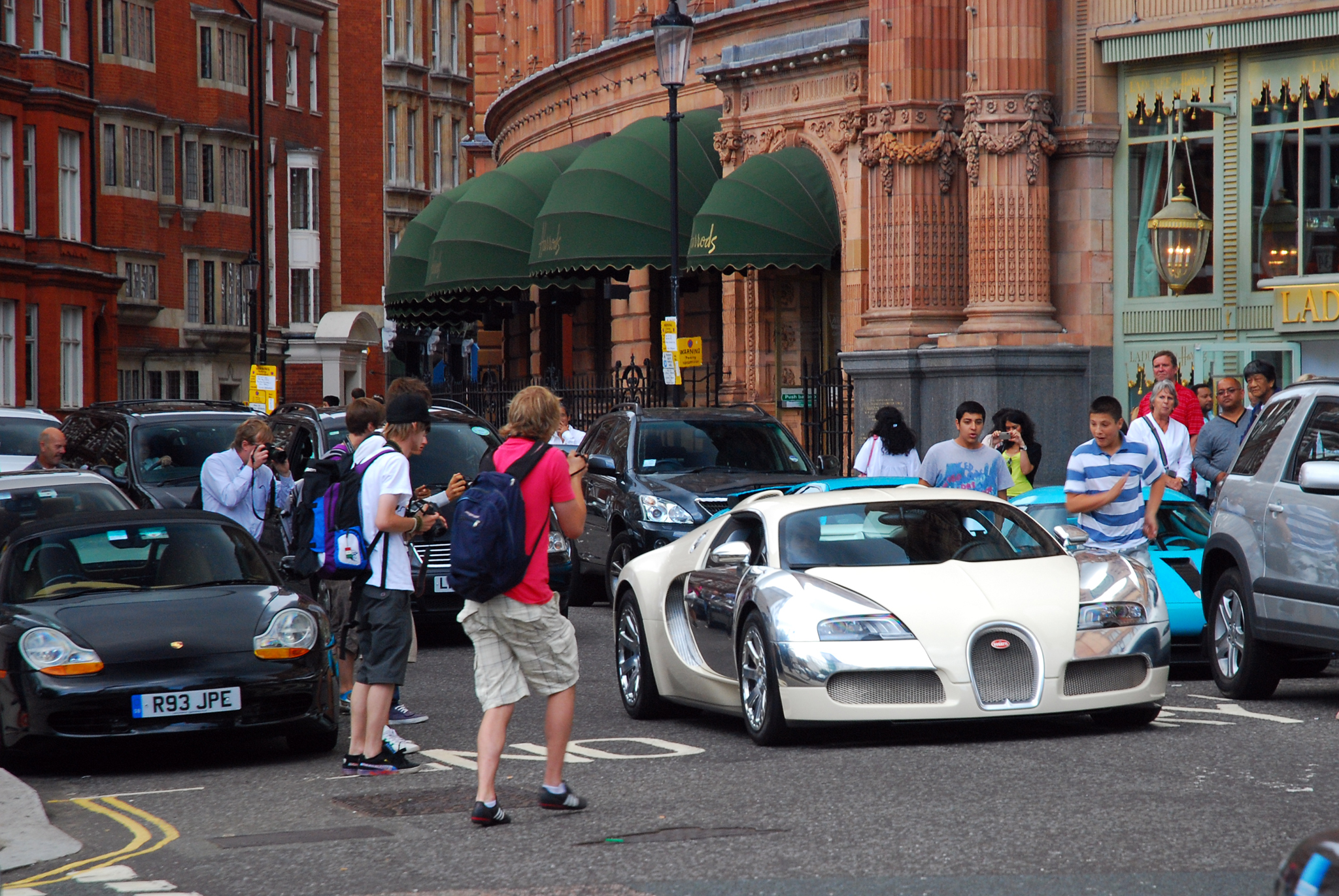
Internationale autospotters in Londen

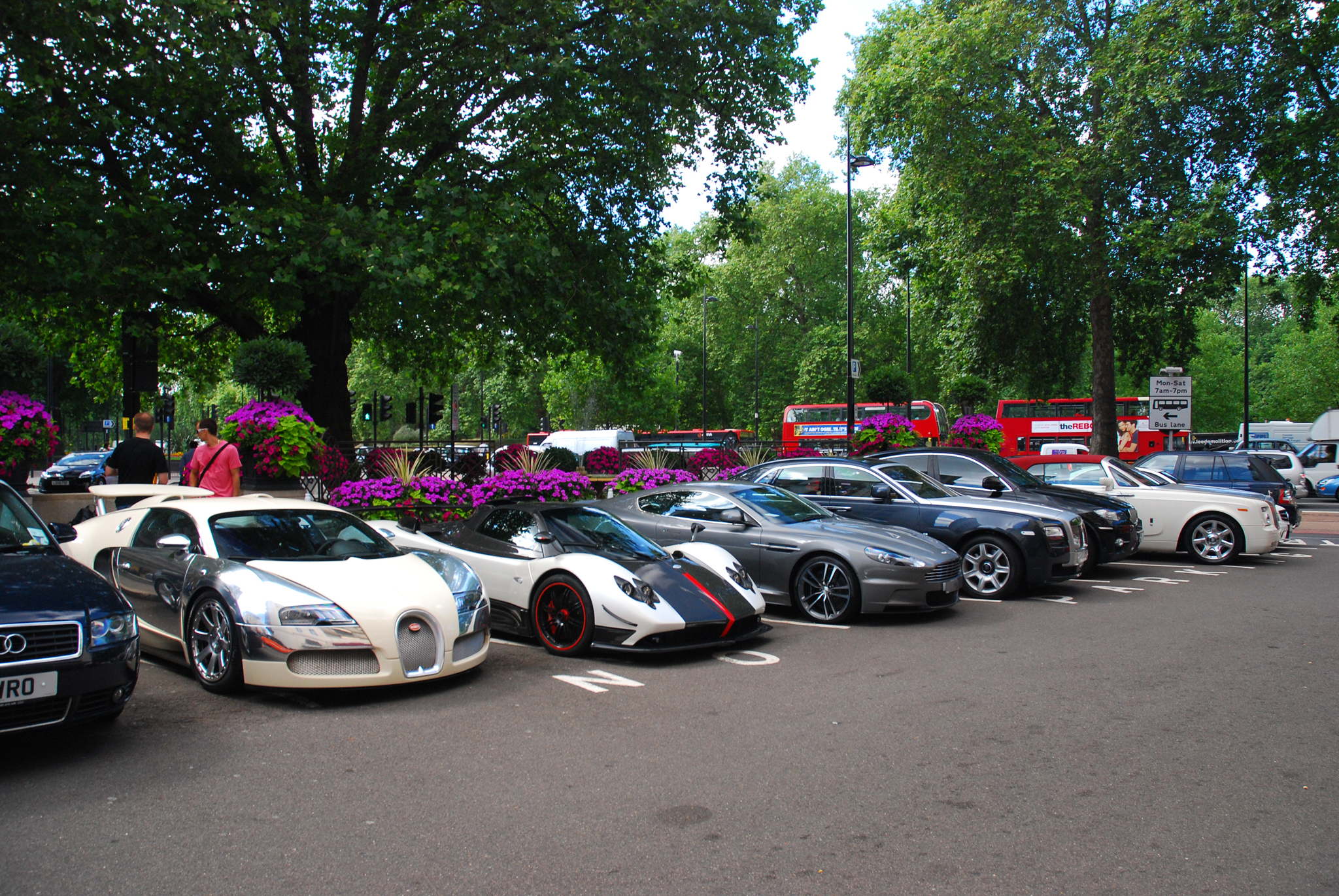
Een "combo" met verschillende exclusieve auto's

Een autospotter is een persoon die als hobby het zowel observeren als fotograferen van (exclusieve) auto's beoefent, vaak langs de openbare weg. Het verschijnsel van autospotten komt wereldwijd voor. Op internet bestaan databases met zogenaamde spots, fora en gemeenschappen voor autospotters, zoals autogespot.com en autoblog.nl. Op sommige websites worden eisen gesteld met betrekking tot het uploaden van de autospots, bijvoorbeeld het niet toelaten van dubbele spots in een stad of dorp.
Een bekende autospotplaats in Nederland is de P.C. Hooftstraat in Amsterdam. Veel spotters trekken eropuit richting het buitenland. Parijs, Londen, Marbella, Monaco, Cannes, Genève, Knokke-Heist en de Königsallee in Düsseldorf zijn populaire locaties om te spotten.
Een autospot is specialer als er twee of meer exclusieve auto's op een foto staan: een zogenaamde "combo".
De term autospotter is een samenvoeging van het Nederlandse woord auto en het Engelse werkwoord to spot, hetgeen waarnemen betekent.

## Spotsteden

### Nederland
In Nederland zijn er ook plekken waar je spotters kunt tegenkomen. Nederlandse autospotters zijn het meest te vinden op de volgende plaatsen;
- P.C Hooftstraat, Amsterdam
- Cornelis Schuytstraat, Amsterdam
- Beethovenstraat, Amsterdam
- Zandvoortselaan, Heemstede
- Brink, Laren
- Huis Ter Duin, Noordwijk
- Designer Outlet, Roermond
- Coolsingel, Rotterdam
- Schiphol

### Londen
Elk jaar trekken er hordes spotters naar het buitenland. Neem als voorbeeld Londen: de populairste plekken om auto's te spotten in Londen zijn wijken Knightsbridge en Mayfair. In Mayfair liggen de meest luxe hotels van Londen. In Knightsbridge rijden de auto's als het ware een ronde; via Harrods naar Basil St en zo Sloane St op. Elk jaar komen er veel rijke Arabieren met hun "hypercars" naar Londen, meestal komen zij na de Ramadan. 

## Apparatuur
Een spotter heeft vaak een spiegelreflexcamera bij zich. Op z'n camera heeft hij of zij een lens met daarop een polarisatiefilter. Dit filter zorgt ervoor dat lichtinval uit bepaalde hoeken 'tegengehouden' worden. Zo heeft de fotograaf minder last van overbelichte plekken op de foto. Ook hebben spotters soms een statief bij zich, om foto's met minder ruis te maken. Vooral in garages, tijdens de schemering en in de nacht levert dit mooie plaatjes op. In het donker wordt er in combinatie van het gebruik van een statief en een lange sluitertijd gefotografeerd. Indien dit gedaan wordt terwijl er één of meerdere auto's langsrijden, ontstaan er lichtstrepen op de foto. 